# Maurice Jacquel
Maurice Jacquel est un lutteur français né le 14 mars 1929 à Plainfaing (Vosges) et mort le 10 avril 2004 à Colmar.
Il participe notamment aux Jeux olympiques d'été de 1960 en lutte libre et en lutte gréco-romaine.

## Palmarès

### Championnats du monde
- Médaille de bronze en lutte libre dans la catégorie des moins de 87 kg en 1959 à Téhéran

### Jeux méditerranéens
- Médaille d'argent en lutte gréco-romaine dans la catégorie des moins de 97 kg en 1959 à Beyrouth
- Médaille de bronze en lutte libre dans la catégorie des moins de 97 kg en 1959 à Beyrouth

### Championnats de France
16 titres de champions de France en lutte libre et en lutte gréco-romaine